# André Clot
André Clot (1909 – 2002) was een Frans historicus een schrijver.
Clot woonde voor vele jaren in het Midden-Oosten en voornamelijk in Turkije. Hij was een deskundige op het gebied van de islam en publiceerde diverse boeken over de geschiedenis en cultuur van islamitische landen.